# 무사시 대학
무사시 대학(武蔵大学)는 일본 도쿄도 네리마구 토요타마카미 1-26-1에 있는 일본의 사립 대학이다. 1949년에 설립되었다. 줄여 무사시라고 부르기도 한다.